# 奈林皋站
奈林皋站是京沈客运专线的一座车站，位于辽宁省朝阳市朝阳县东大道乡奈林皋村东侧塔营子，2018年12月29日随京哈高速线承沈段一同启用，自2021年起停办客运业务。“奈林皋”地名来源于蒙古语，意为“细长的河流”。

## 车站结构
本站总面积1971.4平方米，设2台4线。